# J (singolo)
J è un brano musicale di Masami Okui scritto da Yabuki Toshiro e dalla stessa Okui, e pubblicato come singolo il 5 marzo 1997 dalla Starchild. Il singolo è arrivato alla settantanovesima posizione nella classifica settimanale Oricon dei singoli più venduti, vendendo 7 940 copie. J è stato utilizzato come sigla d'apertura della serie OAV Jungle de Ikou!, mentre il lato B spirit of the globe è stato utilizzato come sigla di chiusura.

## Tracce
CD singolo KIDA-145
1. J
2. spirit of the globe
3. J (off vocal version)
4. spirit of the globe (off vocal version)

Durata totale: 18:48

## Classifiche
| Classifica (1997)                        | Posizione più alta |
| ---------------------------------------- | ------------------ |
| Giappone (Classifica settimanale Oricon) | 79                 |